# Sud global

În roșu, acele țări care ar putea fi considerate parte a Sudului Global.

Sudul global este un termen utilizat în studiile postcoloniale și transnaționale, care poate face referire atât la lumea a treia, cât și la ansamblul țărilor în curs de dezvoltare. De asemenea, poate include și regiunile mai sărace (în general, cele din sud) ale țărilor bogate (din nord). Sudul global este un termen care extinde conceptul de țară în curs de dezvoltare. De obicei, se referă la toate acele țări care au o istorie interconectată de colonialism, neocolonialism și o structură socială și economică cu mari inegalități în nivelul de trai, speranța de viață sau accesul la resurse.